# Sok jabłkowy

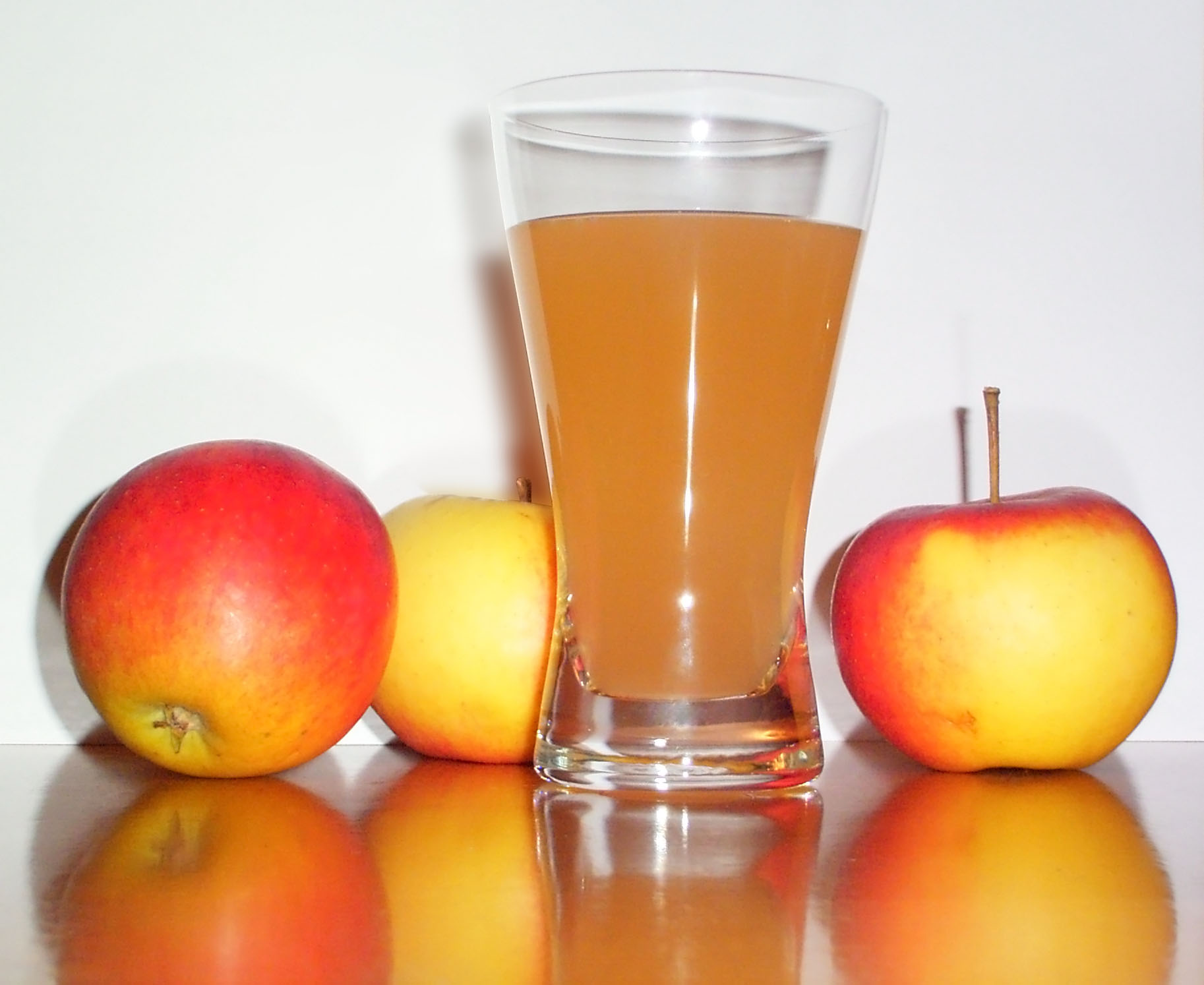
Sok jabłkowy i trzy jabłka.

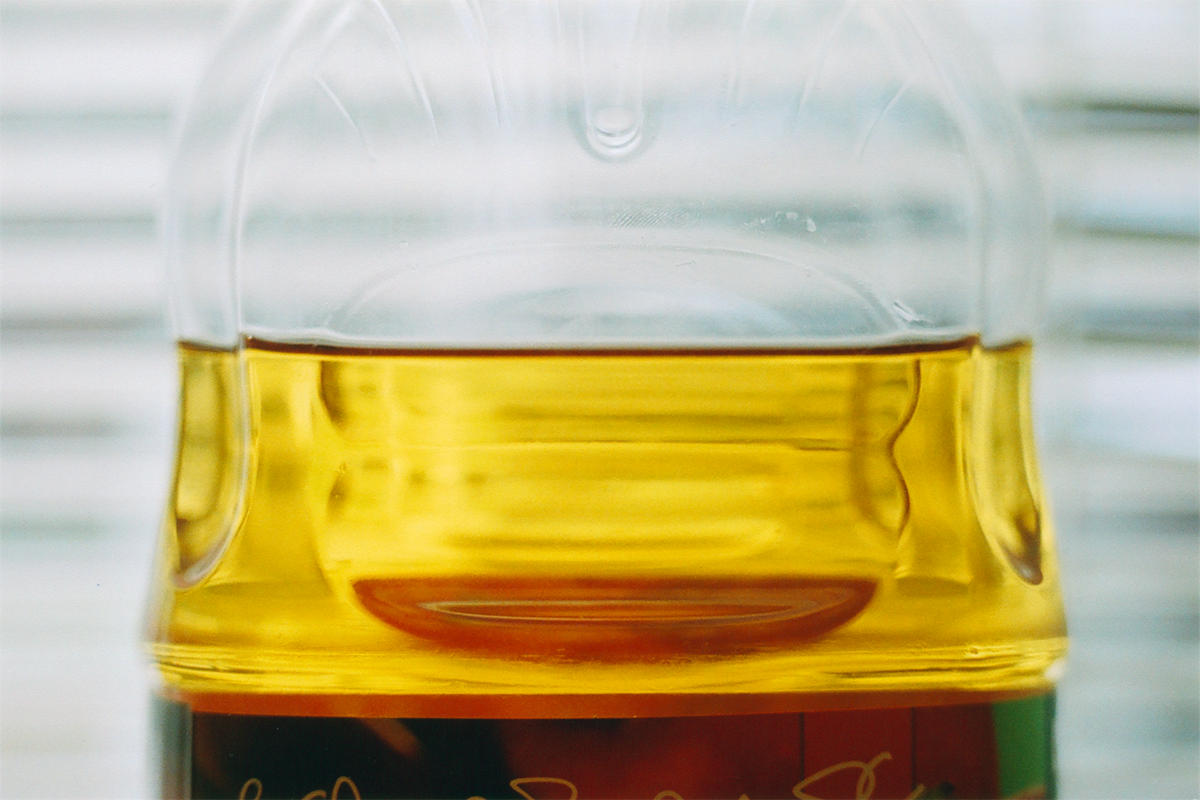
Klarowny sok jabłowy (z którego pektyny i skrobia zostały usunięte) w plastikowej butelce.

Sok jabłkowy – sok owocowy wyprodukowany w wyniku tłoczenia jabłek. Otrzymany wyciśnięty sok może być dalej poddany obróbce np. poprzez usunięcie skrobi i pektyn.

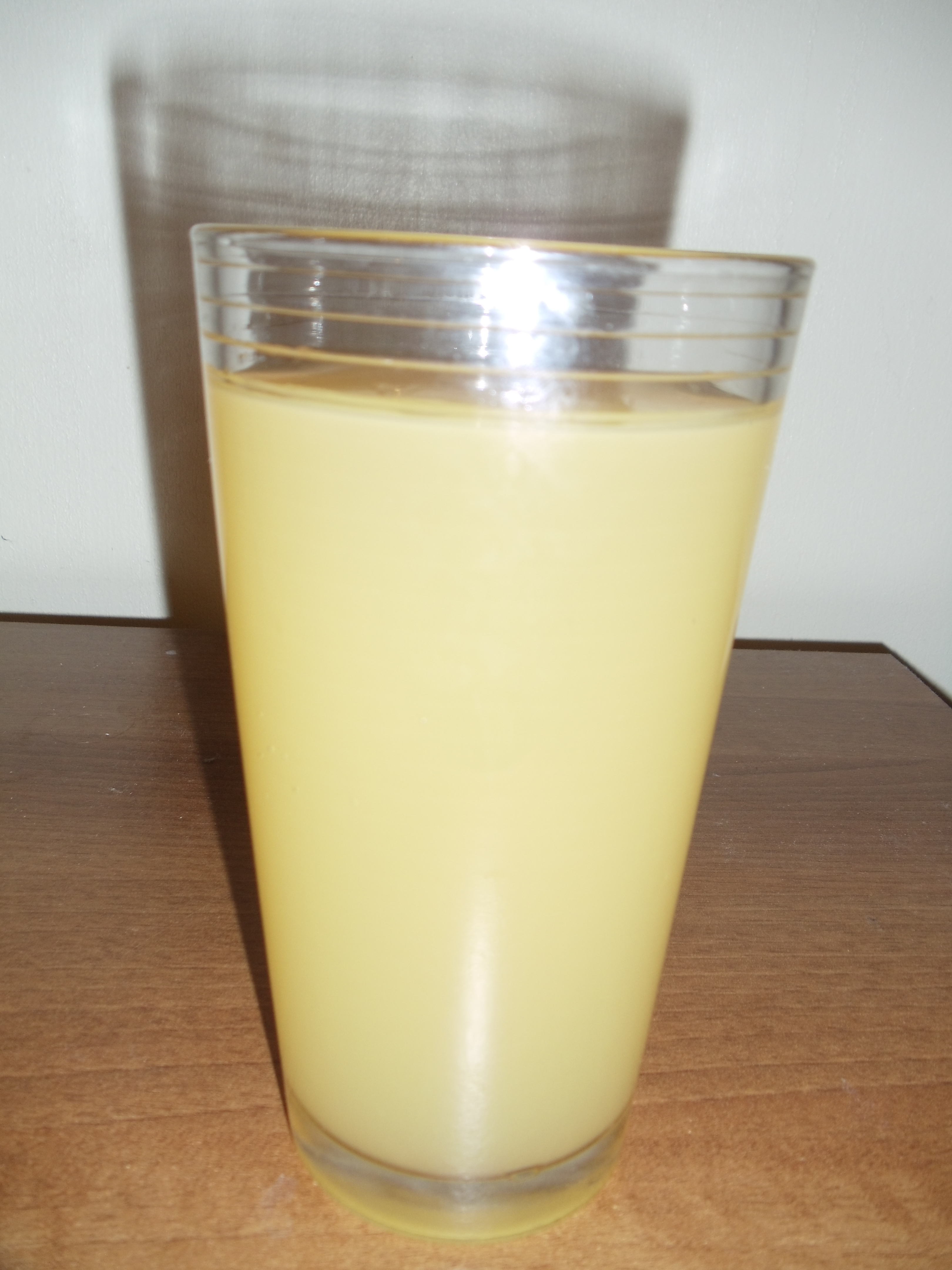
Szklanka soku jabłkowego z Bolney w Mid Sussex w Anglii

Ze względu na złożony i kosztowny sprzęt potrzebny do wytłoczenia i oczyszczenia soku z jabłek w masowych ilościach, produkcja soku jabłkowego jest silnie skomercjalizowana. W Stanach Zjednoczonych niefiltrowany sok jabłkowy jest wytwarzany przez mniejszych producentów na obszarach, gdzie jest wysoka produkcja jabłek w postaci cydru jabłkowego.
Jest jednym z najpopularniejszych soków owocowych na świecie, a w jego światowej produkcji przewodzą Chiny, Polska, Stany Zjednoczone i Niemcy.

## Wartości odżywcze
Od 1620 roku znane jest powiedzenie: an apple a day keeps the doctor away (pol. „Jedno jabłko dziennie trzyma z dala od lekarza.”) dotyczy to także soków i napojów jabłkowych. Soki jabłkowe są bogate w fitoskładniki, występujące także w innych owocach i warzywach.
Nieobrane jabłko zawiera ok. trzy gramy błonnika, tj. powyżej 10% dziennego zapotrzebowania.